# Jesenice, Dugi Rat
Jesenice so naselje z okoli 2.000 prebivalci na Hrvaškem, ki upravno spada pod občino Dugi Rat; le-ta pa spada pod Splitsko-dalmatinsko županijo.
Jesenice vključujejo (nekdanje) vasi oz. naselja in zaselke Gornje Jesenice, Bajnice, Krilo, Orij, Sumpetar. 

## Demografija
| Pregled števila prebivalcev po letih | Pregled števila prebivalcev po letih | Pregled števila prebivalcev po letih | Pregled števila prebivalcev po letih | Pregled števila prebivalcev po letih | Pregled števila prebivalcev po letih | Pregled števila prebivalcev po letih | Pregled števila prebivalcev po letih | Pregled števila prebivalcev po letih | Pregled števila prebivalcev po letih | Pregled števila prebivalcev po letih | Pregled števila prebivalcev po letih | Pregled števila prebivalcev po letih | Pregled števila prebivalcev po letih | Pregled števila prebivalcev po letih |
| ------------------------------------ | ------------------------------------ | ------------------------------------ | ------------------------------------ | ------------------------------------ | ------------------------------------ | ------------------------------------ | ------------------------------------ | ------------------------------------ | ------------------------------------ | ------------------------------------ | ------------------------------------ | ------------------------------------ | ------------------------------------ | ------------------------------------ |
| 1857                                 | 1869                                 | 1880                                 | 1890                                 | 1900                                 | 1910                                 | 1921                                 | 1931                                 | 1948                                 | 1953                                 | 1961                                 | 1971                                 | 1981                                 | 1991                                 | 2001                                 |
| 747                                  | 871                                  | 876                                  | 1023                                 | 1234                                 | 1361                                 | 1434                                 | 1766                                 | 1627                                 | 1670                                 | 1668                                 | 1623                                 | 1777                                 | 2035                                 | 2158                                 |